# Maglev

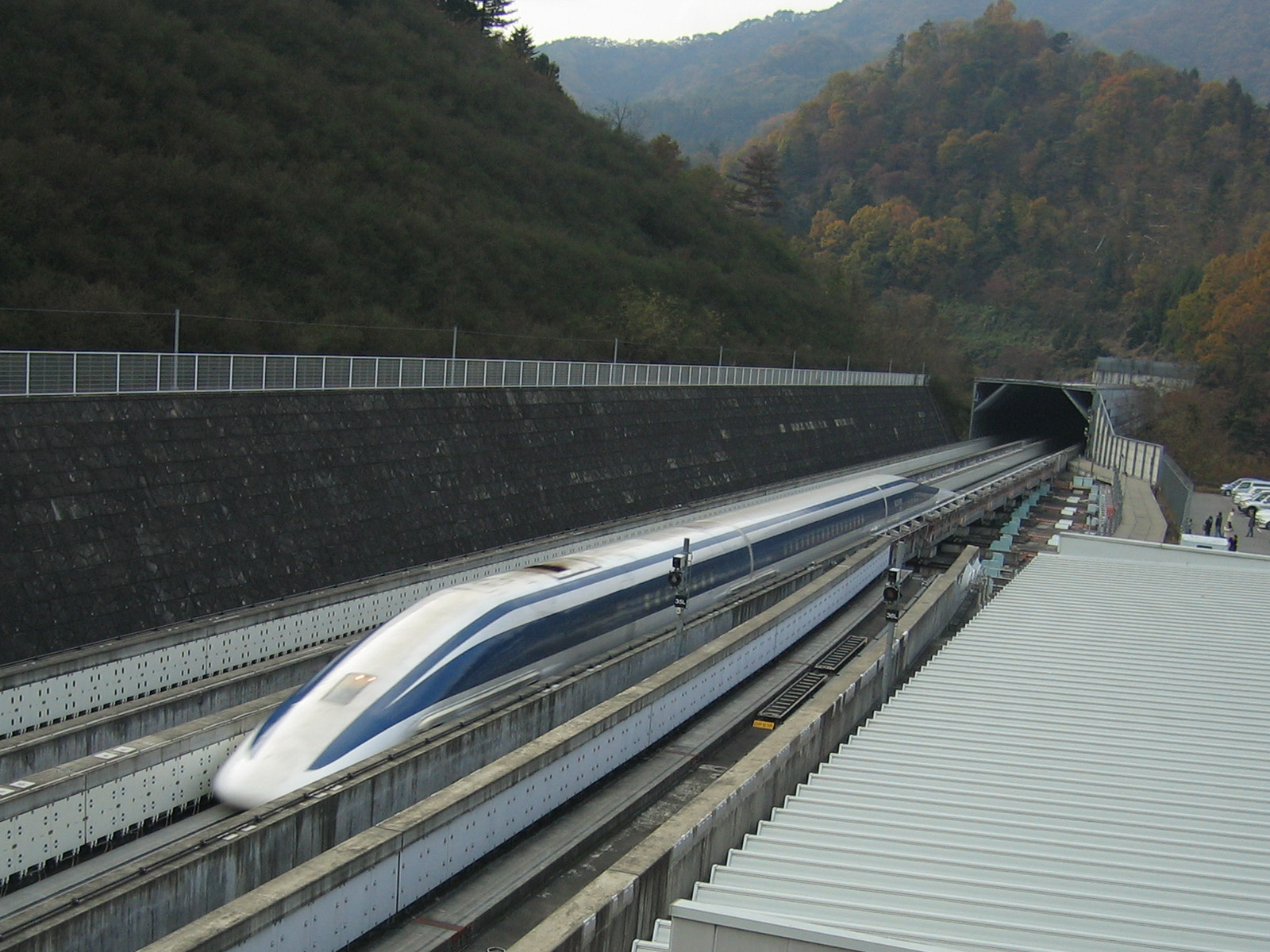
JR-Maglev la Berlin

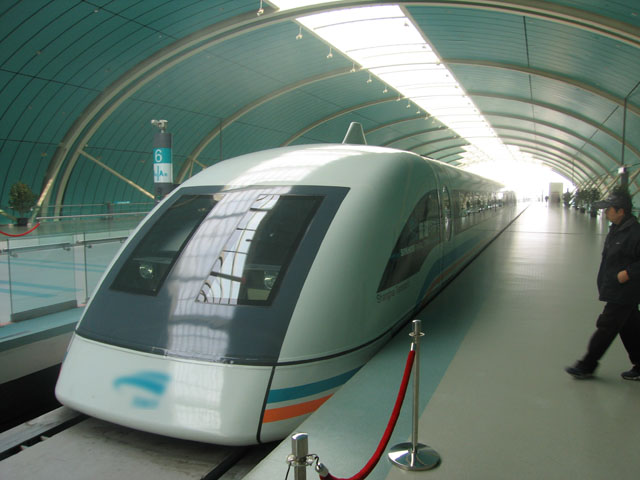
Transrapid Pudong

Un tren cu levitație magnetică, sau Maglev, este un tren care utilizează câmpuri magnetice puternice pentru a-și asigura sustentația și a avansa. Spre deosebire de trenurile clasice, nu există contact cu șina, ceea ce reduce forțele de frecare și permite atingerea unor viteze foarte mari (anumite sisteme ajung la 550 km/h).
Deoarece nu pot fi folosite cu infrastructura existentă, trenurile Maglev trebuie concepute de la 0. Termenul de maglev nu se referă numai la vehicule, ci și la interacțiunea dintre acestea și calea de rulare. Această interacțiune este foarte importantă, fiecare componentă fiind proiectată în funcție de cealaltă pentru a crea și controla levitația magnetică.
Diferitele tehnologii maglev sunt mai mult sau mai puțin asemănătoare, în funcție de producător. Liderii mondiali în domeniu sunt companiile germane Siemens și ThyssenKrupp cu sistemul Transrapid.

## Istorie
Cercetările asupra trenurilor cu sustentație magnetică au început în 1922 prin lucrările germanului Hermann Kemper. Acesta a depus un brevet în domeniu la 14 august 1934. Lucrările sale au fost întrerupte din cauza celui de-al doilea război mondial.
- 1962 În Japonia încep cercetările în domeniul Maglev;
- 1973 În Germania încep cercetări în domeniu la Technische Universität Braunschweig;
- 1979 Transrapid 05 a fost primul tren Maglev din lume care a transportat călători cu ocazia unei expoziții la Hamburg;
- 1983 A fost construită o linie de 1,6 km la Berlin pentru un serviciu de tip metrou. În ciuda succesului pe care l-a avut, linia a fost închisă în 1992;
- 1984 A fost dată în serviciu linia de test Transrapid, în Emsland, Germania;
- 1997 La 12 decembrie, trenul Maglev MLX01 a bătut recordul mondial de viteză cu călători: 531 km/h;
- 2003 A fost dată în serviciu linia Transrapid din Shanghai.

## Principii și tehnologie

### Tipuri de tehnologie
Există 4 tehnologii principale maglev:
- o tehnologie care se bazează pe electromagneți adaptabili (suspensie electromagnetică sau EMS).

Exemplu: Transrapid
- o tehnologie care se bazează pe magneți supraconductori (suspensie electrodinamică sau EDS).

Exemplu: JR-Maglev.
- o tehnologie potențial mai ieftină, care folosește magneți permanenți (Inductrack).

Pe lângă acestea, mai există și suspensia magnetodinamică (MDS), recent inventată și deocamdată puțin testată.

### Propulsie

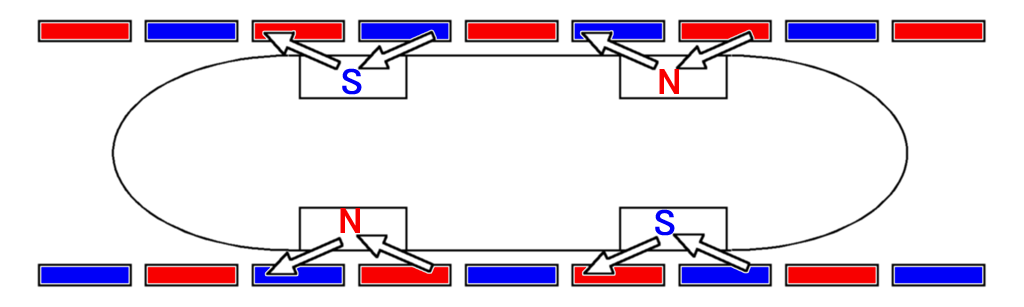
Propulsia Maglev

Japonia și Germania sunt deosebit de active în domeniu, producând mai multe idei. Una din aceste idei constă în ridicarea trenului prin forțele de respingere și de atracție generate de magneți cu aceeași polaritate, respectiv cu polarități opuse. Trenul poate fi pus în mișcare de un motor liniar instalat pe șine sau pe vagon.

### Stabilitate
Din teorema lui Earnshaw se știe faptul că folosind doar electromagneți și magneți permanenți nu se poate asigura stabilitatea sistemului. Pe de altă parte, magneții diamagnetici și supraconductori pot stabiliza trenul. Anumite sisteme convenționale folosesc electromagneți cu stabilizare electronică: se măsoară continuu distanța până la tren și se ajustează curentul din electromagnet în consecință.

### Greutatea magneților
Greutatea electromagneților de mari dimensiuni este o problemă majoră. Este nevoie de un câmp magnetic foarte puternic pentru a levita un tren de mari dimensiuni, de aceea se folosesc de obicei materiale supraconductoare pentru electromagneți eficienți.

## Avantaje și dezavantaje
Trebuie precizat de la bun început că în lipsa unui sistem în exploatare pe scară largă, nu se pot face aprecieri corecte cu privire la avantajele sistemului, mai ales în ceea ce privește partea economică.

### Avantaje
Față de trenurile clasice, Maglev oferă numeroase avantaje:
- Viteze mai mari;
- Accelerații mai bune;
- Pot urca pante mai abrupte;
- Nu există riscuri de deraiere;
- Randament energetic superior;
- Mai puțină poluare sonoră la viteze egale (totuși, conform unui studiu olandez[2], trenurile cu sustentație magnetică nu sunt chiar așa de tăcute cum se spera).

### Inconveniente
- Prețul infrastructurii este foarte ridicat;
- Incompatibilitatea cu rețelele tradiționale: trebuie construite căi de rulare noi;
- Nu este adaptat la transportul de marfă.

## Sisteme maglev

### Cele mai cunoscute mărci din domeniu

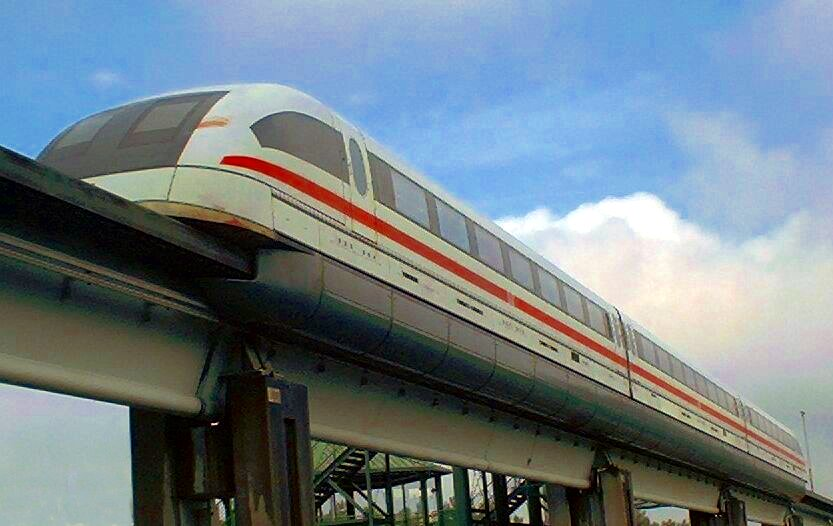
Transrapid pe pista de testare de la Lathen (Germania)

- Transrapid este un proiect german (Siemens) care nu și-a găsit (încă) nici o utilizare în Germania. Un proiect pe linia Berlin-Hamburg fusese aprobat în 1994 dar a fost ulterior abandonat, datorită lipsei fondurilor. Primul serviciu comercial a fost inaugurat în ianuarie 2003 în China, la Shanghai. Lungimea liniei este de 30 km și unește orașul cu aeroportul său.

- Maglev este un proiect japonez (chiar dacă termenul a fost extins la toate trenurile magnetice). A fost contruită o linie experimentală, pe care s-a atins viteza record de 581 km/h în 2003. Obiectivul final este construcția unei linii Tokyo-Osaka, parcursă într-o oră.

- Proiectul Swissmetro utilizează aceleași tehnologii ca și cele anterioare, dar și tunele vidate pentru a reduce frecarea cu aerul, care este foarte mare la viteze mai mari de 500 km/h.

- Inductrack este un sistem de levitație magnetică complet pasiv folosind bobine nealimentate pe șine și magneți permanenți pe tren. Inductrack a fost inventat de fizicianul Richard E. Post, de la Laboratorul Național Lawrence Livermore. Este nevoie de putere numai pentru a contracara frecarea cu aerul. Forța de levitație crește odată cu viteza.

### Linii abandonate

#### Birmingham 1984–1995
Primul sistem comercial automat din lume a fost o navetă maglev de mică viteză între terminalul aeroportului internațional Birmingham și gara din Birmingham, aflată în imediata sa vecinătate. Naveta a funcționat între 1984 și 1995. Lungimea liniei era de 600m, iar trenurile "zburau" la 15mm de șine. La sfârșitul perioadei de funcționare sistemul devenise nesigur datorită învechirii sistemelor electronice și a fost înlocuit cu un funicular.

#### Berlin 1989–1991
În Berlinul de Vest a fost contruit la sfărșitul anilor 80 sistemul M-Bahn. Era un tren maglev automatizat, cu o lungime a parcursului de 1.6 km și 3 stații. Testările au inceput în august 1989, iar sistemul a fost dat în folosință în iulie 1991. Linia se termina la stația de U-Bahn Gleisdreieck, unde folosea o platformă utilizată înainte pentru trenurile către Berlinul de Est. După căderea Zidului, au fost începute lucrările de reconstrucție a liniei (actuala U2). Demolarea liniei M-Bahn a început la doar 2 luni după punerea sa în servciu și s-a terminat în februarie 1992.

### Linii de testare

#### Emsland, Germania
Transrapid, o companie germană, are o pistă de testări de 31,5 km în districtul Emsland din landul federal Saxonia Inferioară (Niedersachsen).
La 22 septembrie 2006 în jurul orei 10 dim. aici a avut loc un mare accident: un tren Transrapid s-a ciocnit de un vagon-atelier care se afla pe același traseu dintr-o greșeală umană. Accidentul s-a soldat cu 23 de morți și 10 răniți.

#### Universitatea Jiaotong, China
Pe 31 decembrie 2000, primul maglev de temperatură mare cu echipaj a fost testat la Universitatea Jiaotong, Chengdu, China. Acest sistem se bazează pe principiul că supraconductori cu temperatură ridicată pot fi levitați deasupra unui magnet permanent. Sarcina a fost de 530 kg și distanța de levitație a fost de 20 mm. Sistemul utilizează azot lichid pentru răcirea supraconductorului.

### Linii în exploatare

#### Naveta către aeroportul din Shanghai

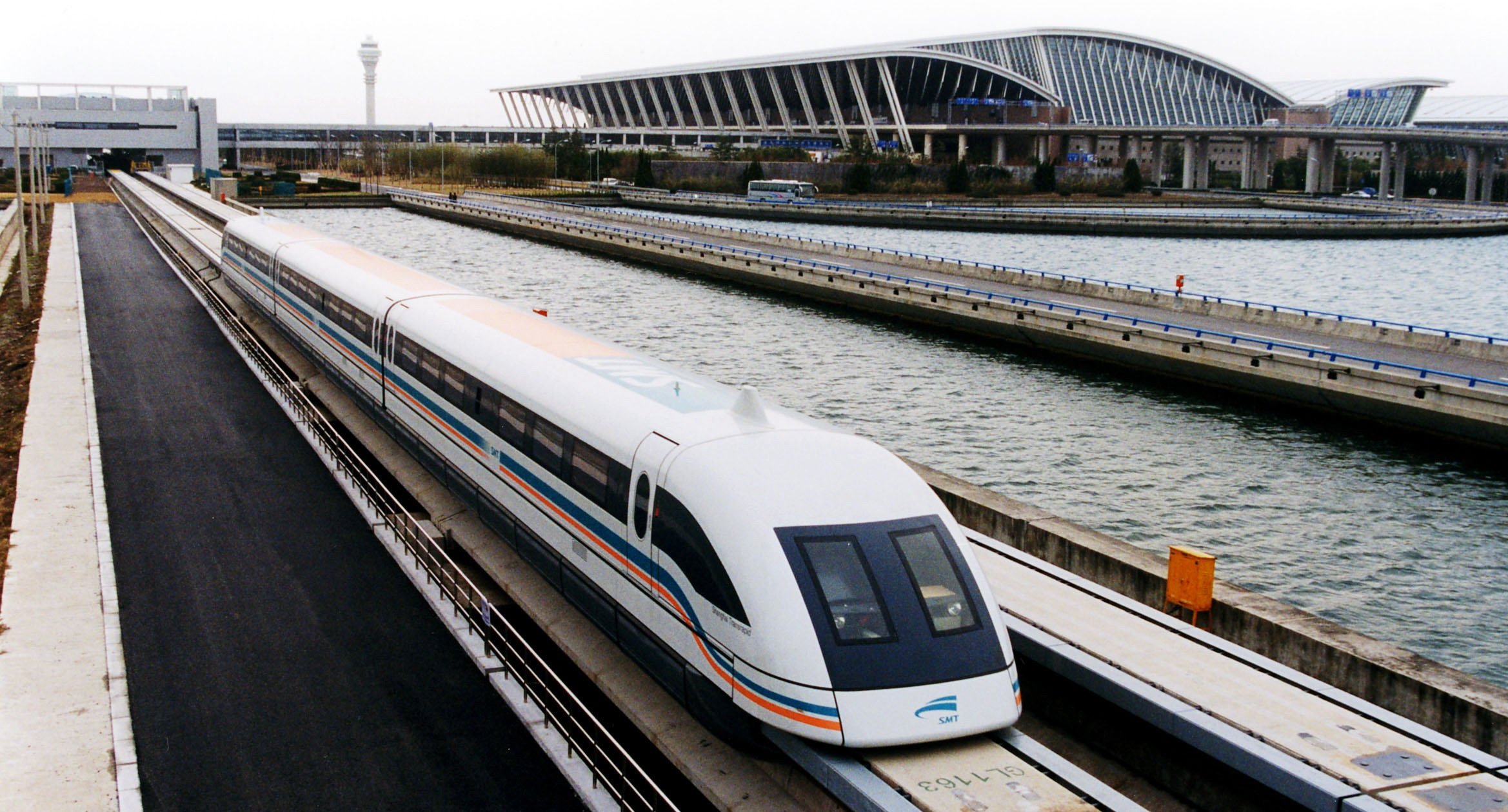
Transrapid la aeroportul Pudong din Shanghai

Transrapid a lansat primul serviciu comercial cu un maglev de mare viteză din lume, între centrul orașului Shanghai și aeroportul orașului. Linia a fost inaugurată în 2002. Viteza maximă atinsă a fost de 501 km/h, linia având o lungime de 30 km. Transrapid folosește tahnologia EMS. Linia va fi prelungită la 160 km până la începerea Expo 2010 în Shanghai.

#### JR-Maglev
Japonia are o linie de încercare în prefectura Yamanashi, unde sunt testate trenurile JR-Maglev MLX01. Aceste trenuri folosesc tehnologia EMS. Aceste "Shinkansen magnetice", dezvoltate de Central Japan Railway Co. ("JR Central") și Kawasaki Heavy Industries, sunt în acest moment cele mai rapide trenuri din lume, atingând viteza-record de 581 km/h pe 2 decembrie 2003.

#### Linimo (Linia Tobu Kyuryo)

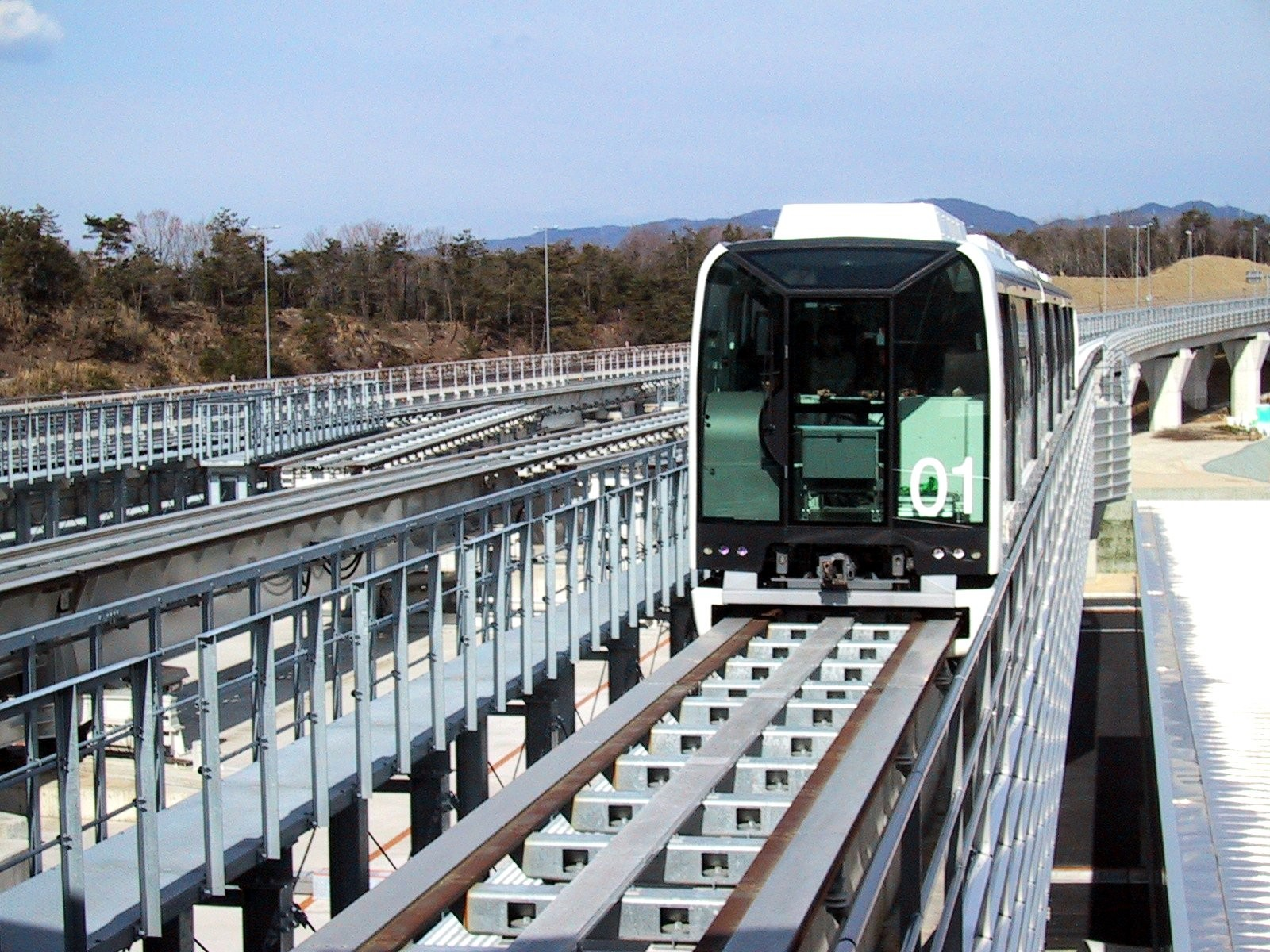
Un tren Linimo apropiindu-se de Banpaku Kinen Koen, din direcţia Fujigaoka

Primul serviciu comercial automat de tip maglev a intrat în uz în martie 2005 în Aichi, Japonia. Este vorba de linia Tobu-kyuryo, cunoscută și ca Linimo. Linia are 8.9 km, 9 stații și o viteză maximă de 100 km/h. Raza maximă a virajelor este de 75 m și panta maximă 6%. Linia deservește comunitățile din zonă și siturile în care s-a desfășurat Expo 2005. Trenurile au fost proiectate de Chubu HSST Development Corporation, care operează și linia de încercare de la Nagoya.

### Proiecte

#### München
O legătură Transrapid între capitala Bavariei și aeroportul orașului (37 km) s-a aflat în fază de proiect. Ar fi redus timpul de transport de la 40 de minute la 10 minute. Costul estimat a fost de 1,85 miliarde de Euro, dar proiectul a fost abandonat în 2008.

#### Berlin - Hamburg
O linie de 292 km între Berlin și Hamburg. Proiectul a fost abandonat datorită lipsei fondurilor și a fost înlocuit cu o linie de mare viteză pentru ICE.

#### Londra - Edinburgh și/sau Glasgow
În Regatul Unit a fost propusă de curând o linie maglev de la Londra la Edinburgh și/sau Glasgow, cu diverse versiuni de traseu prin Midlands, nord-vestul sau nord-estul țării. Este studiată și o legătură de mare viteză între Glasgow și Edinburgh, deși nu s-a stabilit încă tehnologia care ar urma să fie folosită.

#### Tokyo - Osaka
Dacă proiectul Chuo Shinkansen, dintre Tokyo și Osaka este construit, linia de încercare din prefectura Yamanashi ar deveni o parte din itinerar.

#### Incheon
Un tren produs de compania coreeană Rotem și construit după modelul Linimo va intra în uz în 2012 în Incheon, Coreea de Sud.

#### Shanghai - Hangzhou
China a decis să construiască o a doua linie maglev Transrapid cu o lungime de 160 km între Shanghai și Hangzhou. Discuțiile cu Germania și consorțiul Transrapid au dus la aprobarea liniei de către Ministerul chinez al transporturilor la 7 martie 2006. Construcția liniei va începe probabil la sfărșitul lui 2006 și este programată să se termine la timp pentru Expo 2010, devenind prima linie maglev între două orașe. Linia va fi o extensie a liniei maglev deja existentă.

#### Baltimore - Washington, D.C.
Este vorba de o linie de 64 km ce va uni Aeroportul internațional Baltimore-Washington (BWI) cu gara Union Station din Washington, D.C. Proiectul concurează pentru același grant federal ca și proiectul din Pittsburgh și, dacă va fi aprobat, va reduce probleme de trafic din zonă.

#### Honolulu
Autoritățile din Honolulu, Hawaii plănuiesc un sistem de tranzit urban bazat pe trenuri de tip Linimo.

#### San Diego
San Diego are în plan o linie maglev de mare viteză între oraș și aeroportul aflat la mare distanță de oraș. Costul estimat este de 10 miliarde USD pentru un traseu de 135–160 km.

#### Pittsburgh
Un proiect de 75 km între Aeroportul internațional Pittsburgh, centrul orașului Pittsburgh, Monroeville și Greensburg. Acest proiect concurează pentru același grant federal ca și proiectul Baltimore-Washington, D.C. Proiectul din Pittsburgh este considerat de mulți ca fiind mai bun pentru că ar testa tehnologia maglev pe un teren mai abrupt și în condiții climatice dificile.

## Filme
În filmul Insula, personajul principal Lincoln Six-Echo, interpretat de Ewan McGregor, conduce un tren Maglev.

### General
- Articolul de la howstuffworks Arhivat în 24 aprilie 2006, la Wayback Machine.
- Galerie video despre Maglev Arhivat în 9 septembrie 2006, la Wayback Machine.
- Informații, fotografii și legături Arhivat în 7 iunie 2013, la Wayback Machine.
- Administrația Federală a Căilor Ferate - MAGLEV Arhivat în 4 aprilie 2005, la Wayback Machine.
- Raport către Conges: Costuri și beneficii ale levitației magnetice Arhivat în 19 februarie 2006, la Wayback Machine.
- Urban Maglev Interest Group Arhivat în 28 octombrie 2012, la Wayback Machine.
- Maglev în Asia (China, Shanghai), Japonia (Yamanashi) și Germania (Munchen, TVE)
- InducTrack
- Forum despre Maglev
- International Maglev Board

### Transrapid
- Transrapid Arhivat în 13 mai 2008, la Wayback Machine.
- Trenul de la aeroportul Shanghai Pudong Arhivat în 23 august 2005, la Wayback Machine.
- Proiectul UK Ultraspeed
- Consorțiul Transrapid Olanda
- Proiectul Baltimore-Washington
- Proiectul Maglev California Arhivat în 28 septembrie 2006, la Wayback Machine.
- Proiectul Pennsylvania Arhivat în 13 iunie 2006, la Wayback Machine.
- Magnetbahn-bayern Arhivat în 13 iunie 2006, la Wayback Machine.
- Swissmetro

### Maglev în Japonia
- en Departamentul Maglev din cadrul institutului de cercetare în căi ferate (RTRI) Arhivat în 5 martie 2009, la Wayback Machine.
- Central Japan Railway Company - Chuo Shinkansen Arhivat în 19 februarie 2008, la Wayback Machine.
- Central Japan Railway Company - Superconducting Maglev Arhivat în 23 august 2007, la Wayback Machine.
- Central Japan Railway Company - Linear Express

- en RTRI MLX01 Arhivat în 20 septembrie 2008, la Wayback Machine.
- en RTRI Maglev R&D Arhivat în 31 decembrie 2006, la Wayback Machine.
- en Tehnologia RTRI Arhivat în 29 noiembrie 2006, la Wayback Machine.

- ja Fan Club pentru Yamanashi Linear Express Arhivat în 19 octombrie 2008, la Wayback Machine.
- Fotografii și filme cu MLX01 (în japoneză) Arhivat în 24 februarie 2007, la Wayback Machine.

### Alte companii care dezvoltă rețele Maglev
- Changchun Passenger Railway Car Plant (China)
- Cheng Du Aircraft Industrial (Group) Co. LTD Arhivat în 29 ianuarie 2011, la Wayback Machine. (China)
- General Atomics (SUA)
- HSST (Japonia)
- Maglev2000 (SUA)
- MagneMotion M3 (SUA)
- Magplane Arhivat în 24 aprilie 2006, la Wayback Machine. (SUA/China)
- Rotem Arhivat în 6 decembrie 2006, la Biblioteca Congresului (Coreea de Sud)